# Лос-анджелесская история
«Лос-а́нджелесская исто́рия» (англ. L.A. Story) — американский фильм Мика Джексона 1991 года со Стивом Мартином в главной роли и снятый по его же сценарию.

## Сюжет
Харрис живёт в Лос-Анджелесе и работает на телевидении. Он ведёт юмористические выпуски прогноза погоды. У него хорошее образование и он хотел бы заниматься более серьёзными вещами. В данный момент Харрис находится в тупиковых отношениях с Труди, своей второй половинкой. На обеде со своими друзьями в ресторане Харрис обращает внимание на Сару, журналистку из Лондона. Когда он едет вечером домой, его машина ломается рядом с дорожным табло. Неожиданно это табло начинает давать ему знаки и подсказки насчёт его жизни.
Сара приезжает к Харрису для интервью. Харрис испытывает к ней симпатию, но узнаёт, что у неё уже кто-то есть. На самом деле Сара в разводе, но её бывший муж предложил ей снова сойтись, и она теперь пребывает в раздумьях. Харриса приглашает в кафе молодая продавщица Сэнди из магазина одежды, которая мечтает стать моделью. Попутно Харрис узнаёт, что Труди изменяла ему в течение трёх последних лет. Теперь он чувствует себя свободным от этих отношений.
Харрис периодически проводит время с Сарой, а также видится с Сэнди. В конце концов, Харрис и Сэнди случайно сталкиваются в курортном мотеле-ресторане с Сарой и её бывшем мужем Роландом, который оказывается знакомым Харриса. Сара принимает решение оставить обоих мужчин и вернуться домой в Лондон. Рейс Сары по техническим причинам отменяется и у женщины появляется возможность передумать. Сара отправляется домой к Харрису.

## В ролях
- Стив Мартин — Харрис
- Виктория Теннант — Сара
- Ричард Э. Грант — Роланд
- Мэрилу Хеннер — Труди
- Сара Джессика Паркер — Сэнди (SanDeE*)
- Сьюзен Форристал — Ариэль
- Кевин Поллак — Фрэнк
- Сэм Макмюррей — Моррис
- Патрик Стюарт — метрдотель
- Фрэнсис Фишер — Джун
- Иман — Синтия

Без указания в титрах в эпизодических ролях в фильме появляются: Чеви Чейз (Карло Кристофер), Вуди Харрельсон (начальник Харриса), Пола Абдул (девушка на роликах), Рик Моранис (могильщик) и Терри Джонс (голос мамы Сары по телефону).

## Производство
Стив Мартин работал над сценарием время от времени в течение семи лет. На момент съёмок фильма Виктория Теннант была женой Мартина. Для фильма была снята сцена с Джоном Литгоу, которая не вошла в финальную версию фильма. Литгоу играл Гарри Зелла, агента Харриса, и прибывал на ланч к своему клиенту на реактивном ранце.

## Приём
Критики в целом благожелательно приняли фильм. На сайте Rotten Tomatoes рейтинг «свежести» фильма составляет 93 %, на Metacritic у фильма 66 баллов из 100. Роджер Эберт похвалил фильм, поставив ему 4 звезды из 4. По словам критика, этот фильм напомнил ему работы Жака Тати. Положительно о фильме отозвались и в The Washington Post, похвалив игру Сары Джессики Паркер.
В 2008 году в Los Angeles Times вышла статья «25 лучших фильмов о Лос-Анджелесе за последние 25 лет». «Лос-анджелесская история» была включена в этот список под 20-м номером.